# Daniella Carmi
Daniella Carmi (geboren 12. Oktober 1956 in Tel Aviv) ist eine israelische Schriftstellerin.

## Leben
Daniella Carmi studierte an der Hebräischen Universität Jerusalem Philosophie und Soziologie. Sie schreibt Dramen, Drehbücher und Romane. Carmis Bücher wurden in 15 Sprachen übersetzt. Ihre Bücher richteten sich zuerst an Erwachsene. Nachdem sie ein Buch über ein autistisches Kind, ihre inzwischen erwachsene Tochter, geschrieben hatte, folgten weitere Kinderbücher. Ihre in deutscher Übersetzung erschienenen Buchtitel gehören in die Sparte der Kinder- und Jugendliteratur.

## Werke (in deutscher Übersetzung)
- Die Explosion in der Ahalanstraße. dtv, München 1996, ISBN 3-423-78042-8
- Nachts zogen die Zigeuner fort. Hanser, München 1998, ISBN 3-446-19260-3
- Samir und Jonathan. dtv, München 2000, ISBN 3-423-62026-9
- Bianka, der Geist. dtv, München 2008, ISBN 978-3-423-62342-1
- Lucy im Himmel. Übersetzung Anne Birkenhauer. Berlin Verlag, Berlin 2013, ISBN 978-3-8270-1074-2

## Preise und Auszeichnungen
- UNESCO-Preis für Kinder- und Jugendliteratur im Dienst der Toleranz
- Silver Quill Award
- ACUM-Preis